# دن مافی
دن مافی (به انگلیسی: Dan Maffei) نمایندهٔ حوزه انتخابیه نیویورک از حزب دموکرات ایالات متحده آمریکا در مجلس نمایندگان ایالات متحده آمریکا است که برای نخستین‌بار در ۵ ژانویه ۲۰۱۳ میلادی به‌عضویت این مجلس درآمد.